# Campylanthus pungens
Campylanthus pungens är en grobladsväxtart som beskrevs av Oskar Schwartz. Campylanthus pungens ingår i släktet Campylanthus och familjen grobladsväxter. Inga underarter finns listade i Catalogue of Life.